# Pseudoindotyphlops porrectus
Pseudoindotyphlops porrectus — вид змій родини сліпунів (Typhlopidae).

## Опис
Загальна довжина досягає 25—28 см. Голова невелика, широка. Сильно редуковані очі проглядають з-під щільних рогових щитків у вигляді темних плям. Тулуб хробакоподібний з 18 рядками луски. Довжина тулуба у 49—60 разів більша за діаметр цієї змії. Хвіст куций, товстий з шипіком на кінці.
Забарвлення спини змішана темно—коричневе з чорним. Черево має кремовий або білуватий колір.

## Спосіб життя
Полюбляє лісисту місцину. Активний вночі. Харчується безхребетними, зокрема членистоногими, хробаками.
Це яйцекладна змія. Самиця відкладає до 15—20 яєць.

## Розповсюдження
Мешкає у Пакистані, Індії, Непалі, Таїланді, на о.Шрі-Ланка, півночі М'янми, Зондских островах.